# Отреш (Ендр и Лоара)
Отреш (фр. Autrèche) насеље је и општина у централној Француској у региону Центар (регион), у департману Ендр и Лоара која припада префектури Тур.
По подацима из 2011. године у општини је живело 402 становника, а густина насељености је износила 19,4 становника/km². Општина се простире на површини од 20,72 km². Налази се на средњој надморској висини од 100 метара (максималној 122 m, а минималној 82 m).

## Демографија
| 1962. | 1968. | 1975. | 1982. | 1990. | 1999. | 2011. |
| ----- | ----- | ----- | ----- | ----- | ----- | ----- |
| 317   | 300   | 258   | 254   | 328   | 400   | 402   |

График промене броја становника у току последњих година